# سنجتک (بجستان)
سنجتک، روستایی از توابع بخش مرکزی شهرستان بجستان در استان خراسان رضوی ایران است.

## جمعیت
این روستا در شهرستان بجستان قرار داشته و بر اساس سرشماری مرکز آمار ایران در سال ۱۳۹۰، جمعیت آن ۵۰ نفر (۲۰ خانوار) بوده‌است.